# Darija Nedaškovs'ka
Darija Juriïvna Nedaškovs'ka (in ucraino Дарія Юріївна Недашковська?; Kaluš, 14 ottobre 1984) è una schermitrice ucraina.

## Biografia
Nei campionati europei di scherma ha conquistato una medaglia di bronzo nella gara di sciabola a squadre a Zalaegerszeg nel 2005.

## Palmarès
In carriera ha conseguito i seguenti risultati:
- Europei di scherma

Zalaegerszeg 2005: bronzo nella sciabola a squadre.